# Художественная колония
Художественная колония (Арт-колония, англ. Art colony) —  место, как правило в небольшом местечке, где творческие личности живут и взаимодействуют друг с другом. 
Художественные колонии появились в середине XIX столетия, когда профессиональные художники мигрировали из мегаполисов в сельскую местность, проживая там временно или постоянно, покупая себе дома и организовывая собственные студии. Кроме художников там присутствовали и другие деятели искусства, в частности писатели и журналисты. Наиболее многочисленные и известные колонии были в Европе и Америке. 
- Америка:
  - Художественная колония Кос Коб (США)
  - Художественная колония Корниш (США)
  - Художественная колония Нью-Хоуп (США)
  - Художественная колония Олд Лайм (США)
  - Художественная колония Таос (США)

- Европа:
  - Колония художников в Дармштадте (Германия)
  - Художественная колония в Живерни (Франция)
  - Художественная колония в Скагене (Дания, Германия)